# 조재익
조재익(1964년 2월 5일 ~ )은 대한민국의 기자다.

## 학력
- 대성고등학교
- 연세대학교 영어영문학과 학사

## 경력
- 1991년 : KBS 18기 공채 기자
- KBS 보도국 사회부
- KBS 보도국 정치부
- KBS 보도국 문화부
- 2001년 : 러시아 모스크바 특파원
- 2009년 9월 ~ 2011년 9월 : KBS춘천방송총국 보도국장
- 2011년 9월 : KBS 뉴스편집부 팀장
- 2012년 12월 ~ 2013년 12월 : KBS 시사제작국 시사제작2부 부장
- 2013년 12월 ~ 2014년 5월 : KBS 보도본부 보도국 국제부 부장
- 2014년 5월 ~ 2014년 8월 : KBS 보도본부 보도국 사회1부 부장
- 2014년 8월 : KBS경인방송센터장 (본부장급)
- 2016년 9월 ~ 2018년 4월 : KBS울산방송국장
- 2018년 4월 ~ 2020년 8월 : KBS 해설위원
- 2020년 8월 ~ 2022년 2월 : KBS춘천방송총국장
- 2022년 2월 ~ : KBS 해설위원

## 진행

### 텔레비전
- 2000년 : KBS1 《KBS 뉴스 9 주말》
- 2012년 : KBS1 《특파원 현장보고》
- 2013년 : KBS1 《취재파일 K》
- 2015년 ~ 2016년 : KBS1 《시사진단》
- 2022년 : KBS1 《남북의 창》

### 라디오
- 2016년, 2018년 ~ 2020년 8월 6일 : KBS 제1라디오 《뉴스 중계탑》